# 艾米·伯曼·杰克逊
艾米·伯曼·杰克逊（英語：Amy Berman Jackson，1954年7月22日—）是美国哥伦比亚特区联邦地区法院的一名美国地区法官。

## 早年生活和教育
杰克逊于1954年7月22日出生在马里兰州巴尔的摩市。
1976年，她以优等成绩从哈佛学院获得了文学学士学位。1979年，她又以优等成绩在哈佛法学院获得了法律博士学位。

## 职业生涯
从法学院毕业以后，杰克逊在美国联邦第四巡回上诉法院的哈里森·李·温特法官的内庭担任了法律办事员。从1980年到1986年，杰克逊担任了哥伦比亚特区的联邦检察官。在联邦检察官的岗位上，她由于在一些收到广泛关注的谋杀和性侵案件中的出色表现，获得了美国司法部颁发的特别成就奖。1986年至1994年期间，杰克逊在名为Venable LLP的律所以助理律师的身份开始了自己的律所生涯，并最终成为该律所的合伙人。从2000年开始直到她被任命为联邦法官为止，杰克逊是华盛顿特区一家名为Trout Cacheris, PLLC的律所合伙人，主要负责的业务有复杂诉讼、刑事犯罪调查和辩护、刑事诉讼、民事诉讼以及上诉。2009年，杰克逊代理了路易斯安那州第2国会选区的代表威廉·杰斐逊的贪污案。杰克逊还曾担任多家媒体的法律评论员，比如FNC、CNN、NBC和MSNBC等。

## 联邦法官生涯
2010年6月17日，时任美国总统奥巴马提名杰克逊担任美国哥伦比亚特区联邦地区法院联邦法官，以填补2007年转为资深法官的格拉迪斯·凯斯勒，但她在2010年的提名未能在年底之前得到参议院的表决，而奥巴马在2011年5月再次提名她担任同样的职位，并在同年3月17日以97比0的票数得到参议院通过，随后于18日正式就任。

## 家庭生活
杰克逊的儿子马特·杰克逊曾在美国电视节目《危险边缘》中连续13场获得胜利，并赢得了共计413,612美元的奖金。